# Шульте, Эдуард
Эдуард Шульте (4 января 1891 года, Дюссельдорф — 6 января 1966 года, Цюрих) — известный немецкий промышленник. Праведник народов мира (с 1988 года). Он был одним из первых, кто предупредил союзников и рассказал миру о Холокосте, и систематическом истреблении евреев оккупированной Европы в нацистской Германии. Его имя многие годы держалось в секрете.
Во время Первой мировой войны Эдуард Шульте возглавлял отдел производства мыла в военном ведомстве. Из-за своей карьеры менеджера он в 1920—1940-х годах часто общался с высокопоставленными правительственными и военными чиновниками Германии, а также с другими промышленниками, имевшими доступ к важной информации.

## Биография
Эдуард Шульте родился 4 января 1891 года в Дюссельдорфе.
Эдурард Шульте имел возможность часто путешествовать между Бреслау в Силезии и Цюрихом в Швейцарии, где он имел контакты с Алленом Даллесом, с диссидентским немецким консулом Хансом Берндом Гисевием и польскими и французскими разведками.
Был одним из участников на тайной встрече Гитлера с промышленниками 20 февраля 1933 года.
В 1942 году Эдуард Шульте узнал о концепции Окончательного решения еврейского вопроса и в июле 1942 года он сказал об этом Герхарту М. Ригнеру, швейцарскому представителю Всемирного еврейского конгресса. В августе 1942 года телеграмма Г. Ригнера уведомила и союзников, но они в значительной степени проигнорировали информацию, в которой говорилось о предполагаемом количестве от 3,5 до 4 миллионов евреев, а также о планируемом использовании цианистого водорода.
В 1943 году гестапо вычислило Э. Шульте и он был вынужден навсегда бежать в Швейцарию вместе со своей женой, а его сыновьям пришлось оставаться под контролем Германии, чтобы сражаться в Вермахте.
После войны Шульте не хвалился своим поступком, а Ригнер всегда отказывался признать, кто снабжал его информацией, поскольку это было требование Э. Шульте перед тем как он рассказал Ригнеру.
Умер 6 января 1966 года в Цюрихе. И только через 22 года после его смерти он был признан Праведником народов мира.